# Anelaphus brevidens
Anelaphus brevidens är en skalbaggsart som först beskrevs av Schaeffer 1908.  Anelaphus brevidens ingår i släktet Anelaphus och familjen långhorningar. Inga underarter finns listade i Catalogue of Life.